# Krønike
En krønike (afledt af det græske chronos, "tid") er en historisk fremstilling, hvor begivenhederne skildres kronologisk (deraf navnet) og episk. Genren var især populær i middelalderen. Krøniken er i modsætning til de tørrere annaler malende og livlige beskrivelser, dog ret ukritiske og ofte upålidelige; men i lighed med annalerne fortælles de efter angivelse af det år eller den konges regeringstid, hvor de fandt sted.
Den ældste danske krønike er Roskildekrøniken fra omkring 1140, bygget på Adam af Bremens beretninger. Denne krønike viser kirkens synsvinkel. En national synsvinkel findes i Lejrekrøniken fra ca 1170. Her genkendes navne fra Beowulf og Widsith, som Halfdan, Helge og Rolf Krake. Fortællingerne lokaliseres nu til Lejre, og dermed fik Danmark begyndelsen til en sagnhistorie, som igen danner udgangspunkt for både Sven Aggesens virksomhed og for Saxo Grammaticus' Gesta Danorum. Disse skrev dog begge på latin.